# Меморіал Михайла Чигоріна

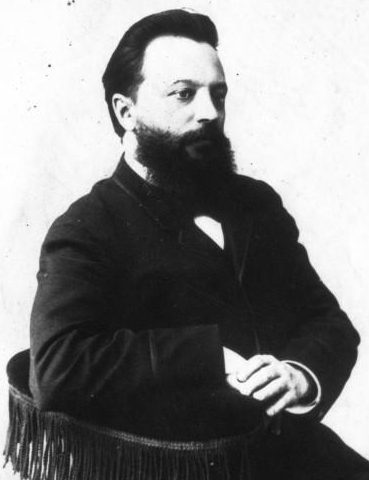
Михайло Чигорін незадовго до своєї смерті, 1908 рік

Меморіал Чигоріна - шаховий турнір, який проводиться на честь Михайла Чигоріна (1850–1908), засновника радянської шахової школи і одного з провідних гравців свого часу. Перший і найвизначніший турнір цієї серії відбувся 1909 року в Санкт-Петербурзі. Згодом турнір переважно проводився на чорноморському курорті Сочі. Починаючи з 1993 року змагання повернулися до свого початкового місця проведення.

## Санкт-Петербург 1909

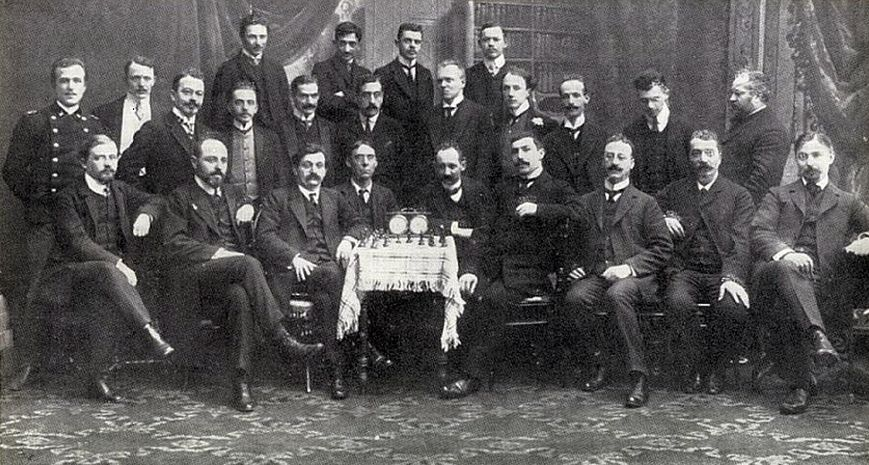
Світлина з першого меморіалу Чигоріна, 1909 рік

Керівником організаційного комітету був Петро Сабуров, президент Санкт-Петербурзького шахового клубу. Членами організаційного комітету були: Борис Малютін, О. Сосницький, В. Чудовський, Сергій Зноско-Боровський і Євген Зноско-Боровський. Головний турнір тривав від 14 лютого до 12 березня 1909 року.
| N° | Ім'я                                                | 1 | 2 | 3 | 4 | 5 | 6 | 7 | 8 | 9 | 0 | 1 | 2 | 3 | 4 | 5 | 6 | 7 | 8 | 9 | Загалом |
| 1  | Акіба Рубінштейн (Російська імперія)/ Польща        | * | 1 | 1 | 1 | ½ | ½ | ½ | 1 | 1 | 1 | ½ | 1 | 0 | 1 | ½ | 1 | 1 | 1 | 1 | 14½     |
| 2  | Емануїл Ласкер (Німецька імперія)                   | 0 | * | ½ | 1 | ½ | 1 | 1 | 1 | ½ | 1 | 1 | 1 | 0 | 1 | 1 | 1 | 1 | 1 | 1 | 14½     |
| 3  | Рудольф Шпільман (Австро-Угорщина)/ Австрія         | 0 | ½ | * | 1 | 0 | 1 | 1 | ½ | 1 | ½ | ½ | ½ | 1 | 0 | ½ | 1 | ½ | ½ | 1 | 11      |
| 4  | Олдржих Дурас (Австро-Угорщина)/Богемія             | 0 | 0 | 0 | * | 0 | 1 | ½ | 0 | ½ | 1 | 0 | 1 | 1 | 1 | 1 | 1 | 1 | 1 | 1 | 11      |
| 5  | Йосип Бернштейн (Російська імперія)/ Україна        | ½ | ½ | 1 | 1 | * | 0 | 1 | 0 | 1 | 1 | 1 | 1 | ½ | 0 | 0 | 0 | ½ | ½ | 1 | 10½     |
| 6  | Ріхард Тайхманн (Німецька імперія)                  | ½ | 0 | 0 | 0 | 1 | * | 0 | ½ | ½ | ½ | ½ | 1 | 1 | ½ | 1 | ½ | 1 | 1 | ½ | 10      |
| 7  | Юліус Перліс (Австро-Угорщина)/ Польща              | ½ | 0 | 0 | ½ | 0 | 1 | * | ½ | ½ | 1 | ½ | 1 | 1 | ½ | 1 | ½ | 0 | 0 | 1 | 9½      |
| 8  | Еріх Кон (Німецька імперія)                         | 0 | 0 | ½ | 1 | 1 | ½ | ½ | * | 0 | 0 | 1 | ½ | ½ | 0 | ½ | ½ | ½ | 1 | 1 | 9       |
| 9  | Карл Шлехтер (Австро-Угорщина)/ Австрія             | 0 | ½ | 0 | ½ | 0 | ½ | ½ | 1 | * | 1 | 0 | 0 | 1 | 1 | ½ | 0 | 1 | ½ | 1 | 9       |
| 10 | Герш Сальве (Російська імперія)/ Польща             | 0 | 0 | ½ | 0 | 0 | ½ | 0 | 1 | 0 | * | ½ | 1 | 1 | 1 | ½ | 0 | 1 | 1 | 1 | 9       |
| 11 | Ксавери Тартаковер (Австро-Угорщина)/ Польща        | ½ | 0 | ½ | 1 | 0 | ½ | ½ | 0 | 1 | ½ | * | 0 | 0 | 0 | ½ | 1 | 1 | 1 | ½ | 8½      |
| 12 | Жак Мізес (Німецька імперія)                        | 0 | 0 | ½ | 0 | 0 | 0 | 0 | ½ | 1 | 0 | 1 | * | ½ | 1 | 1 | 1 | 0 | 1 | 1 | 8½      |
| 13 | Федір Дуз-Хотимирський (Російська імперія)/ Україна | 1 | 1 | 0 | 0 | ½ | 0 | 0 | ½ | 0 | 0 | 1 | ½ | * | ½ | ½ | ½ | 1 | 0 | 1 | 8       |
| 14 | Лео Форгач (Австро-Угорщина)/ Угорщина              | 0 | 0 | 1 | 0 | 1 | ½ | ½ | 1 | 0 | 0 | 1 | 0 | ½ | * | ½ | ½ | ½ | 0 | ½ | 7½      |
| 15 | Амос Берн (Англія)                                  | ½ | 0 | ½ | 0 | 1 | 0 | 0 | ½ | ½ | ½ | ½ | 0 | ½ | ½ | * | 1 | ½ | ½ | 0 | 7       |
| 16 | Мілан Відмар (Австро-Угорщина)/ Словенія            | 0 | 0 | 0 | 0 | 1 | ½ | ½ | ½ | 1 | 1 | 0 | 0 | ½ | ½ | 0 | * | ½ | 1 | 0 | 7       |
| 17 | Абрахам Спейєр (Нідерланди)                         | 0 | 0 | ½ | 0 | ½ | 0 | 1 | ½ | 0 | 0 | 0 | 1 | 0 | ½ | ½ | ½ | * | ½ | ½ | 6       |
| 18 | Фрейман Сергій Миколайович (Російська імперія)      | 0 | 0 | ½ | 0 | ½ | 0 | 1 | 0 | ½ | 0 | 0 | 0 | 1 | 1 | ½ | 0 | ½ | * | 0 | 5½      |
| 19 | Євген Зноско-Боровський (Російська імперія)         | 0 | 0 | 0 | 0 | 0 | ½ | 0 | 0 | 0 | 0 | ½ | 0 | 0 | ½ | 1 | 1 | ½ | 1 | * | 5       |
Рубінштейн і Ласкер виграли по 875 рублів кожен, Шпільман і Дурас - по 475 рублів кожен, Бернштейн - 190 рублів, Тейхманн - 120 рублів, Перліс 80 рублів, Кон, Шлехтер і Сальве - по 40 рублів кожен.

## 1947-1972
Починаючи з 1947 року було кілька тірнірів, але лише 1964 року змагання стали проводитися щороку в Сочі. Всі ці турніри проходили за круговою системою.
| Рік  | Переможець        | Місто          |
| ---- | ----------------- | -------------- |
| 1947 | Михайло Ботвинник | Москва         |
| 1951 | Василь Смислов    | Ленінград      |
| 1961 | Марк Тайманов     | Ростов-на-Дону |
| 1972 | Лев Полугаєвський | Кісловодськ    |

## Сочинський період (1963-1990)
| #  | Рік  | Переможець                                                                       | Місто |
| -- | ---- | -------------------------------------------------------------------------------- | ----- |
| 1  | 1963 | Лев Полугаєвський                                                                | Сочі  |
| 2  | 1964 | Микола Крогіус                                                                   | Сочі  |
| 3  | 1965 | Вольфганг Унцікер Борис Спаський                                                 | Сочі  |
| 4  | 1966 | Віктор Корчной                                                                   | Сочі  |
| 5  | 1967 | Олександр Зайцев Володимир Сімагін Микола Крогіус Леонід Шамкович Борис Спаський | Сочі  |
| 6  | 1973 | Михайло Таль                                                                     | Сочі  |
| 7  | 1974 | Лев Полугаєвський                                                                | Сочі  |
| 8  | 1976 | Лев Полугаєвський Євген Свєшніков                                                | Сочі  |
| 9  | 1977 | Михайло Таль                                                                     | Сочі  |
| 10 | 1979 | Нухим Рашковський                                                                | Сочі  |
| 11 | 1980 | Олександр Панченко                                                               | Сочі  |
| 12 | 1981 | Віталій Цешковський                                                              | Сочі  |
| 13 | 1982 | Михайло Таль                                                                     | Сочі  |
| 14 | 1983 | Анатолій Вайсер Євген Свєшніков                                                  | Сочі  |
| 15 | 1984 | Георгій Агзамов                                                                  | Сочі  |
| 16 | 1985 | Євген Свєшніков                                                                  | Сочі  |
| 17 | 1986 | Светозар Глігорич Олександр Бєлявський Рафаель Ваганян                           | Сочі  |
| 18 | 1987 | Сергій Смагін Євген Пігусов Андрій Харитонов                                     | Сочі  |
| 19 | 1988 | Сергій Долматов                                                                  | Сочі  |
| 20 | 1989 | Олексій Вижманавін                                                               | Сочі  |
| 21 | 1990 | Вадим Рубан                                                                      | Сочі  |

## Повернення до Санкт-Петербурга (1993- )
Починаючи з 1993 року меморіал Чигоріна проводиться за Швейцарською системою. 13-й турнір цієї серії не проводився через забобони.
| #  | Рік     | Переможець                     |
| -- | ------- | ------------------------------ |
| 1  | 1993    | Олексій Дрєєв                  |
| 2  | 1994    | Ільдар Ібрагімов               |
| 3  | 1995    | Володимир Бурмакін             |
| 4  | 1996    | Олексій Федоров Лембіт Олль    |
| 5  | 1997    | Костянтин Сакаєв               |
| 6  | 1998    | Сергій Волков                  |
| 7  | 1999    | Олександр Грищук Сергій Волков |
| 8  | 2000    | Валерій Філіппов               |
| 9  | 2001    | Михайло Кобалія                |
| 10 | 2002    | Олександр Фоміних              |
| 11 | 2004    | Сергій іванов                  |
| 12 | 2005    | Ігор Захаревич Роман Овечкін   |
| 14 | 2006    | Дмитро Бочаров                 |
| 15 | 2007    | Сергій Мовсесян                |
| 16 | 2008    | Володимир Бєлов                |
| 17 | 2009    | Сергій Волков                  |
| 18 | 2010    | Ельтадж Сафарлі                |
| 19 | 2011    | Дмитро Бочаров                 |
| 20 | 2012    | Олександр Арещенко             |
| 21 | 2013    | Павло Ельянов                  |
| 22 | 2014    | Іван Іванишевич                |
| 23 | 2015    | Кирило Алексєєнко              |
| 24 | 2016    | Кирило Алексєєнко              |
| 25 | 2017    | Кирило Алексєєнко              |
| 26 | 2018    | Ідані Пууя                     |
| 27 | 2019[3] | Віталій Сивук                  |